# Пянкі (Вармінсько-Мазурське воєводство)
Пянкі (пол. Pianki, нім. Pianken) — село в Польщі, у гміні Ожиш Піського повіту Вармінсько-Мазурського воєводства.
Населення — 228 осіб (2011).
У 1975-1998 роках село належало до Сувальського воєводства.

## Демографія
Демографічна структура станом на 31 березня 2011 року:
|          | Загалом | Допрацездатний вік | Працездатний вік | Постпрацездатний вік |
| -------- | ------- | ------------------ | ---------------- | -------------------- |
| Чоловіки | 126     | 35                 | 86               | 5                    |
| Жінки    | 102     | 25                 | 59               | 18                   |
| Разом    | 228     | 60                 | 145              | 23                   |